# Robert Van't Hof
Robert Van't Hof est un joueur de tennis américain, né le 10 avril 1959 à Lynwood.

## Palmarès

### Titres en simple (2)
| No | Date       | Nom et lieu du tournoi              | Catégorie | Dotation | Surface         | Finaliste    | Score    |  |
| -- | ---------- | ----------------------------------- | --------- | -------- | --------------- | ------------ | -------- |  |
| 1  | 09-11-1981 | Tournoi de tennis de Taïwan, Taïwan |           | 75 000 $ | Moquette (int.) | Pat Dupré    | 7-5, 6-2 |  |
| 2  | 10-04-1989 | Seoul Open, Séoul                   |           | 93 400 $ | Dur (ext.)      | Brad Drewett | 7-5, 6-4 |  |

### Finales en simple (2)
| No | Date       | Nom et lieu du tournoi                             | Catégorie | Dotation | Surface    | Vainqueur         | Score    |  |
| -- | ---------- | -------------------------------------------------- | --------- | -------- | ---------- | ----------------- | -------- |  |
| 1  | 31-12-1979 | Australian Hard Court Tennis Championships, Hobart |           | 50 000 $ | Dur (ext.) | Shlomo Glickstein | 7-6, 6-4 |  |
| 2  | 09-08-1982 | Fazio's Tennis Classic, Cleveland                  |           | 75 000 $ | Dur (ext.) | Sandy Mayer       | 7-5, 6-3 |  |

### Titres en double (6)
| No | Date       | Nom et lieu du tournoi               | Catégorie    | Dotation  | Surface         | Partenaire     | Finalistes                         | Score         |  |
| -- | ---------- | ------------------------------------ | ------------ | --------- | --------------- | -------------- | ---------------------------------- | ------------- |  |
| 1  | 08-11-1982 | Tournoi de tennis de Taïwan Taïwan   |              | 75 000 $  | Moquette (int.) | Larry Stefanki | Fred McNair Tim Wilkison           | 6-3, 7-6      |  |
| 2  | 18-06-1984 | Tournoi de tennis de Bristol Bristol |              | 100 000 $ | Gazon (ext.)    | Larry Stefanki | John Alexander John Fitzgerald     | 6-4, 5-7, 9-7 |  |
| 3  | 16-09-1985 | Volvo Tennis Los Angeles             |              | 250 000 $ | Dur (ext.)      | Scott Davis    | Paul Annacone Christo van Rensburg | 6-3, 7-6      |  |
| 4  | 31-03-1986 | WCT Atlanta Atlanta                  |              | 220 000 $ | Moquette (int.) | Andy Kohlberg  | Christo Steyn Danie Visser         | 6-2, 6-3      |  |
| 5  | 08-01-1990 | Benson and Hedges Open Auckland      | World Series | 125 000 $ | Dur (ext.)      | Kelly Jones    | Gilad Bloom Paul Haarhuis          | 7-6, 6-0      |  |
| 6  | 05-02-1990 | Volvo San Francisco San Francisco    | World Series | 225 000 $ | Moquette (int.) | Kelly Jones    | Glenn Layendecker Richey Reneberg  | 2-6, 7-6, 6-3 |  |

### Finales en double (3)
| No | Date       | Nom et lieu du tournoi           | Catégorie    | Dotation  | Surface      | Vainqueurs                     | Partenaire      | Score         |  |
| -- | ---------- | -------------------------------- | ------------ | --------- | ------------ | ------------------------------ | --------------- | ------------- |  |
| 1  | 19-10-1981 | Tournoi de tennis du Japon Tokyo |              | 125 000 $ | Terre (ext.) | Heinz Günthardt Balázs Taróczy | Larry Stefanki  | 3-6, 6-2, 6-1 |  |
| 2  | 11-01-1982 | Benson and Hedges Open Auckland  |              | 75 000 $  | Dur (ext.)   | Andrew Jarrett Jonathan Smith  | Larry Stefanki  | 7-5, 7-6      |  |
| 3  | 01-04-1991 | Salem Open Hong Kong             | World Series | 234 000 $ | Dur (ext.)   | Patrick Galbraith Todd Witsken | Glenn Michibata | 6-2, 6-4      |  |